# モトローラ
モトローラ（Motorola, Inc.）は、かつて存在したアメリカ合衆国の大手通信機器メーカーである。
2011年1月4日、同社は二つの独立した公開会社であるモトローラ・モビリティ及びモトローラ・ソリューションズに分割された。本社所在地はシカゴ近郊のイリノイ州シャンバーグであり、分割以降はモトローラ・ソリューションズが本社機能を引き継いでいる。モトローラ・モビリティはスマートフォンなどの民生機器事業を担い、その後Google傘下を経て、2014年以降は中国のレノボの100%子会社となっている。

## 概要
携帯電話やトランシーバーなどの携帯通信端末、無線通信インフラ、そしてマイクロプロセッサをはじめとする半導体チップなどの製造が主要事業であった。日本では一般業務向け携帯無線機で著名である。企業スローガンは、"HELLOMOTO"及び"intelligence everywhere"であった。
1928年の設立初期の製品は、家庭用や車載用のラジオ（カーオーディオ）であった。
1958年の米国初の人工衛星エクスプローラー1号を端緒に、1969年の月面着陸機アポロ11号も含め、NASAの宇宙探査機の無線機器の主製造業者であった。
第二次世界大戦中に米軍が使用した「Walkie Talkie」（SCR-536）が携帯電話の前身といわれる。さらに、世界初の携帯電話による通話実演（1973年）、市販携帯電話DynaTAC（1984年）、フリップ式携帯電話MicroTAC（1989年）、折りたたみ式携帯電話StarTAC（1996年）の発売など、携帯電話端末開発のパイオニアである。RAZR（2003年）は大ヒット製品となった。
2000年頃から携帯電話搭載のオペレーティングシステム (OS) としてSymbian OS / UIQや独自OS、Linux、Windows Mobileなど様々なOSを採用していたが、2008年のCEO交代後にプラットホーム選別を進め、オープンOSとしてGoogleのAndroidとLinuxを採用している。最新携帯電話の一部に Crystal Talk なる通話時騒音軽減システムを搭載している。

## 歴史
- 1928年 - Galvin（ガルビン）兄弟が "Galvin Manufacturing Corporation"（ガルビン・マニュファクチャリング・コーポレーション）を設立[2]。
- 1930年 - 世界初のカーラジオ Motorola 5T71型 を開発。"Motorola"とは、"Motor"（モーター、自動車）の"ola"（オーラ、音）という意味である。
- 1947年 - 社名をブランド名であった "モトローラ" に変更[2]。
- 1947年 - VT-71モデルより、テレビの製造を開始。
- 1950年代 - 半導体部門設立。
- 1958年 - 米国初の人工衛星エクスプローラー1号の無線機器を担当。
- 1974年 -モトローラ初のMPU "MC6800" を発表。
- 1974年 - Quasarブランドの家庭用電子機器部門（テレビなど）を松下電器産業（現 パナソニック）に譲渡。
- 1979年 - 初の32ビットMPU "MC68000" を発売。
- 1983年 - 世界初の携帯電話端末 DynaTACを発表、翌年発売。
- 1984年 - MPU "MC68020"を発表。
- 1989年 - 携帯電話端末 "MicroTAC"（マイクロタック）を発売。
- 1996年 - 携帯電話端末 "StarTAC"（スタータック）を発売。
- 1999年 - 半導体の一部門がオン・セミコンダクターとして独立。
- 2004年 - 半導体部門がフリースケール・セミコンダクタとして独立。米国の携帯電話端末市場で好調な販売を記録した"RAZR"を発売。派生モデルも含めると3年間で、7500万台の販売を達成。
- 2006年 - ドイツの自動車部品メーカーコンチネンタルAGに対して車載エレクトロニクス事業を約10億ドルで売却。
- 2007年 - 経営合理化計画を発表。合計7,500名のレイオフを実施。
- 2008年3月27日 - 携帯電話事業を別会社に分離すると発表。4月、株式公開買い付けにより、日本のバーテックススタンダードを傘下に収める、バーテックススタンダードはこれにより上場廃止。
- 2009年2月27日 - 日本国内向け携帯電話のサポートを終了。
- 2010年7月19日 - 無線インフラ事業の大部分をノキアシーメンスに約12億ドルで売却することを発表。
- 2011年1月4日 - 携帯端末・セットトップボックス事業の「モトローラ・モビリティ」と、その他の事業の「モトローラ・ソリューションズ」へ分割[2]。

## 分社化した事業

### テレビ・ラジオ
1974年、テレビ・ラジオ事業を松下電器産業（現パナソニック）に売却。これにより松下は、北アメリカでのテレビ事業を拡大。ブランドにQuasar があった。

### 衛星通信
モトローラは66機の衛星を使って世界で初めて全地球をカバーする衛星通信ネットワークを構築した。衛星通信事業を伸ばすために1990年代後半に設立したイリジウムコミュニケーションズが製造を行っていた。顧客の獲得に失敗し、1999年に倒産。

### 政府・防衛事業
2001年、事業の不振によりジェネラル・ダイナミクスへ売却。

### 半導体
1999年8月4日、イリジウムコミュニケーションズ倒産の損失をカバーするためにディスクリート・標準アナログ・標準ロジックなどの半導体部門をオン・セミコンダクターとして分社化。
2003年10月16日、組み込みシステム向けのチップを主力とする半導体部門をフリースケール・セミコンダクタとして分社化。
以降、モトローラは半導体を製造していない。

### 車載システム
2006年7月、自動車部品事業をコンチネンタルAGに16億ドルで売却。4500人の従業員とテレマティクスシステム、エンジン・トランスミッション制御や車体制御の電子部品、ステアリングやブレーキ用のセンサ、およびパワーウィンドウ用の電子部品などの事業が売却された。

### 生体認証
2008年10月、カリフォルニア州アナハイムに本社のあった生体認証事業をサフランに売却。

### モバイル事業とその他の事業での会社分割
1983年に世界初の商用携帯電話とされる「DynaTAC8000X」を開発し、1989年には当時の日米貿易摩擦により始まった日米協議で北米標準のモトローラ方式（TACS方式）が認められたことでNTTが独占していた日本の移動電話市場にも参入し、小型携帯電話「マイクロタック」の大ヒットで1990年に一時はシェアでNTTを上回り、これに対抗してNTTもmovaを開発して世界最軽量最小をめぐる競争が起きた。1998年にノキアに抜かれるまでモトローラは携帯電話端末の世界での市場占有率は世界1位だったが、2008年には第4位 (8.3%) であった（第1位はノキアで38.6%、2位はサムスン電子で16.2%）。ノキアに抜かれてからは2位が定位置であったが、RAZR以降にヒットが出ないこともあって4位に転落した。2007年第4半期以降、携帯電話事業は極度の不振に陥り、2008年3月、モバイル事業の分社化計画を発表。
2010年11月30日、「2011年1月4日に2社の独立した株式公開企業に分割する予定である」と発表。同社の取締役会によって承認された内容は、"Motorola" から携帯電話とセットトップボックス事業を行う "Motorola Mobility Holdings" を分社化した上で、エンタープライズおよびネットワーク事業製品を継続して担当する "Motorola" は社名を "Motorola Solutions" に改めるというものであった。
ガートナーによる2010年の世界携帯電話販売推計では、Appleとリサーチ・イン・モーション（現ブラックベリー）の躍進にともない、モトローラの販売台数は約3855万台で、2.4%の市場占有率であった。
2011年1月4日、"Motorola Mobility" の最高経営責任者 (CEO) にはこれまでも共同CEOとしてモトローラを統括してきたSanjay Jhaが就任し、"Motorola Solutions" のCEOにはGreg Brownが就任した。ニューヨーク証券取引所での銘柄コードは、"Motorola Solutions" は "MSI" となり、"Motorola Mobility Holdings" は "MMI" となった。
分社化によって従来の株主は、"MOT" 普通株式8株に対して"MMI"の普通株式1株を得る。また、この新たな市場取引の開始までに、現有の "MOT" 普通株式7株が "MSI" 普通株式1株に変換される。

## 米本社
事業部門:
- エンタープライズ・モビリティ・ソリューション：本社はイリノイ州シャンバーグに所在。官公庁や公衆安全部門及び企業の移動体通信事業を行う。アナログ・デジタル2ウェイラジオ、音声・データ通信、モバイルコンピューティング製品、データ収集システム、無線基地局及びRFID事業など。2011年1月4日をもって、モトローラ・ソリューションズへ。
- ホーム＆ネットワーク・モビリティ：本社はイリノイ州アーリントンハイツに所在。無線・有線媒体によるエンターテイメント・情報・通信サービス事業を行う。デジタルビデオシステム、セットトップボックス、音声及びデータモデム、衛星放送やケーブルテレビのブロードバンドアクセスシステム、および有線・無線通信キャリア事業など。2011年1月4日をもって、セットトップボックス事業はモトローラ・モビリティへ、その他の事業はモトローラ・ソリューションズへ。
- モバイルデバイシズ：本社はイリノイ州リバティービル（英語版）に所在。携帯電話等の製造事業を行う。携帯電話端末、無線端末、ブルートゥース製品及びこれらを統合した製品など。2011年1月4日をもって、モトローラ・モビリティへ。

## 日本法人

### 沿革
- 1962年(昭和37年)11月 モトローラ・サービスを設立、日本からの資材購買の拠点[10]
- 1968年(昭和43年)5月 モトローラ・セミコンダクターズ・ジャパンを設立[10]
- 1975年(昭和50年)4月 モトローラ・コミュニケーションズ・ジャパンを設立(モトローラ・サービスの100%出資)、通信機部門が日本に進出[10]
- 1980年(昭和55年)11月 会津東光とジョイント・ベンチャー契約、日本での半導体生産基地を獲得[10]
- 1982年(昭和57年)
  - 1月 日本モトローラとして新発足。日本法人3社(モトローラ・サービス、モトローラ・セミコンダクターズ・ジャパン、モトローラ・コミュニケーションズ・ジャパン)を統合。米本国の航空宇宙エクトロニクス事業とコーデックス社のデータ通信部門の商材も販売開始。[10]
  - 10月 会津東光とのジョイント・ベンチャーを独資化し、日本モトローラ製造に[10]
- 1984年(昭和59年) 日本モトローラと日本モトローラ製造とが合併、日本モトローラに[10]
- 1987年(昭和62年)10月1日 第三者無線(JSMRシステム)開業[10]

### 会社分割後

#### モバイル事業
- 社名／モトローラ・モビリティ・ジャパン合同会社（レノボ・ジャパン合同会社　子会社）
- 所在地／101-0021　東京都千代田区外神田四丁目14-1　秋葉原UDX

#### ソリューション事業
- 社名／モトローラ・ソリューションズ株式会社
- 所在地／108-0023　東京都港区芝浦四丁目6-8　田町ファーストビル

## 製品

### 携帯電話
ここでは主な携帯電話だけを記す。Motorola の端末一覧（英語）も参照のこと。
- Nexus 6 -　Googleとモトローラが作った端末である。
- モトローラ・マイクロタック（英語版）
- Motorola V60（英語版） - 金属のシェルをもつ携帯
- Motorola V66 - かつて日本のボーダフォンがSIMカードを差し替えて渡航先で使用する海外専用端末として3G契約者向けに販売していたことがあった。この他、NTTドコモでも「WORLD WING」用のレンタル端末として提供されていた。
- Motorola A1000
- Motorola FONE F3 - ディスプレイに電子ペーパーを採用した携帯
- Motorola RAZR V3 - 薄型携帯電話のトレンドを起こしたモデル。現在までに、RAZRシリーズ全体で1億台以上販売された。
- Motorola MING（A1200） - Linux OS搭載ペン型スマートフォン
- Motorola PEBL - 海にある丸い石をイメージした形
- Motorola ROKR E1 - 初のiTunes搭載携帯
- Motorola RIZR - スライド携帯
- Motorola SLVR - ストレート携帯iTunes (SLVR L7) やi-modeを搭載している機種もある
- Motorola Q - QWERTY配列のプラスチックキーボードを搭載したWindows Mobileスマートフォン
- Motorola DROID - QWERTY配列のプラスチックキーボードを搭載したAndroidスマートフォン、Timeのガジェットトップ10でiPhone 3GSを抑え1位を獲得。

日本のキャリアへ供給した端末は以下の通りである。
- TACS システム端末機
- DDIセルラーグループ・日本移動通信→au（KDDI）納入端末
  - MP-501 自動車電話
  - MP-501V 自動車電話ボイススクランブル付（モトローラ独自通話秘話機能）
  - MP-502 自動車電話ローミング機能付き
  - HP-501 / IDO Tokyo Phone T-61(MO) - 当時世界最小携帯電話 初代マイクロタック 携帯電話 質量約200cc
  - HP-521 / IDO Tokyo Phone T-61II(MO) マイクロタックII - 初代の悪い点を主に日本市場の意見を米国へフィードバックし改良し消費電力を半減。
  - HP-531 / IDO TACS minimo T207 マイクロタックVIB - バイブレータ付き
  - HP-10M / IDO TACS minimo T212 マイクロタックELITE
  - HP-40M / IDO TACS minimo T217 スタータック
  - IDO DIGITAL minimo D307 マイクロタックELITE
  - cdmaOne C100M - 並行してC306M（EZweb・Cメールに対応）を開発し、JATEの認証を取得してテレビCMも製作していたが、開発が難航し最終的に発売中止となった。そのため、当時のcdmaOne端末の型番が「306」のみ欠番となっている。
  - au Motorola Xoom Wi-Fi TBi11M（MOT11）- Wi-Fi通信のみ対応で、SIMカードスロットはあるが3G通信には非対応。
  - au Motorola Photon ISW11M（MOI11）
  - au Motorola RAZR IS12M（MOI12）
- NTTドコモグループ納入端末
  - デジタルムーバ M - 初代ムーバ（TZ-804）の開発には参画していなかったが、内部ソフトウェアがドコモ標準のものであり、例外的にアルファベット1文字の略号と「ムーバ」を名乗る権利を与えられた。
  - デジタルムーバ M101 HYPER
  - デジタルムーバ M206 HYPER
  - FOMA M1000 - A1000を元に開発された
  - FOMA M2501 HIGH-SPEED - PCカード型
  - FOMA M702iS - RAZR V3xxを元に開発された
  - FOMA M702iG - RAZR V3xを元に開発された
- ボーダフォン→ソフトバンク納入端末
  - Vodafone 702MO
  - Vodafone 702sMO
  - SoftBank MOTOROLA RAZR M 201M
- ツーカー TH541 マイクロタックデジタルELITE - ツーカー向けは本機種のみで撤退。

### PHS
- パルディオ311M（NTT中央パーソナル通信網・現NTTドコモ向け）

### ポケットベル

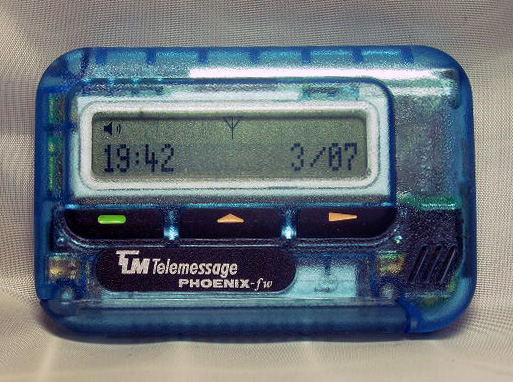
東京テレメッセージ PHOENIX-fw

- 東京テレメッセージ
  - PHOENIX-fw
- NTTドコモ
  - キッズベル
  - キッズベル ポリスくん

### Bluetooth
日本国内向けのみ
- モトローラS9-HD&iPodアダプタ（ステレオヘッドセット+ iPodアダプタ）
- モトローラS9（ステレオヘッドセット） 販売終了
- モトローラS605（ステレオヘッドセット）
- モトローラS605&iPodアダプタ（ステレオヘッドセット+ iPodアダプタ）
- モトローラH620シリーズ（モノラルヘッドセット）
- モトローラH300シリーズ（モノラルヘッドセット）
- モトローラH500（モノラルヘッドセット） 販売終了
- モトローラH680（モノラルヘッドセット）
- モトローラHT820（ステレオヘッドセット） 販売終了
- モトローラS9（ステレオヘッドセット） 販売終了
- モトローラS9&iPodアダプタ（ステレオヘッドセット+ iPodアダプタ）

### トランシーバー
日本国内向けのみ
- 携帯型
  - GL2500R
  - GL2000
  - GP328・338
  - GP3188・3688
  - Handie Talkieシリーズ
  - MTS2000
  - VISARシリーズ
  - XTS3000・5000
- 車載型
  - MCS2000
  - MD100C+・100P
  - MIB9000
  - GM3188・3688
  - SENTRAX
  - XTL2500
- 基地局設備
  - QUANTAR
  - MTR2000

### 通信機用IC
- MC3357P

### MPU
- MC6800
- MC6802
- MC6809
- MC68000
- MC68010
- MC68020
- MC68030
- MC68040
- MC68060
- MC88000
- PowerPC

### DSP
- DSP56000（英語版）
- DSP96000（英語版）

### Macintosh互換機
- StarMax（英語版） 3000/4000（MPUはPowerPC603e/604e）

### その他
- au BOX (VIP-1830) （au向けIPセットトップボックス）